# 格赖斯多夫
格赖斯多夫是奥地利施蒂利亚州德意志兰茨贝格县的一个市镇。总面积26.32平方公里，总人口1029人，人口密度39.1人/平方公里（2001年）。